# Yasmin Woodruff
Yasmin Louise Woodruff (* 18. Juli 1990) ist eine panamaische Leichtathletin, die sich auf den Sprint spezialisiert hat. Ihre jüngere Schwester Gianna Woodruff ist ebenfalls Leichtathletin und tritt im 400-Meter-Hürdenlauf an.

## Sportliche Laufbahn
Erste internationale Erfahrungen sammelte Yasmin Woodruff im Jahr 2015, als sie bei den Zentralamerikameisterschaften in Managua in 11,45 s die Goldmedaille im 100-Meter-Lauf gewann und in 23,69 s die Bronzemedaille über 200 Meter gewann. Zudem siegte sie in 47,40 s mit der panamaischen 4-mal-100-Meter-Staffel. Im Jahr darauf schied sie bei den Ibero-Amerikanischen Meisterschaften in Rio de Janeiro mit 11,84 s und 24,20 s jeweils in der ersten Runde über 100 und 200 Meter aus. Anschließend gewann sie bei den Zentralamerika- und Karibikmeisterschaften in San Salvador in 11,71 s die Silbermedaille über 100 Meter und siegte in 23,49 s im 200-Meter-Lauf. Zudem gewann sie im Staffelbewerb mit 46,67 s die Silbermedaille. 2018 startete sie bei den Zentralamerika- und Karibikspielen in Barranquilla und klassierte sich dort mit 11,70 s auf dem achten Platz über 100 Meter und wurde über 200 Meter in der ersten Runde disqualifiziert. Im Jahr darauf wurde sie bei den Südamerikameisterschaften in Lima in 11,69 s Fünfte über 100 Meter und erreichte in 24,10 s Rang sechs über 200 Meter.

## Persönliche Bestzeiten
- 100 Meter: 11,53 s (+1,6 m/s), 10. Juli 2019 in Phoenix (panamaischer Rekord)
  - 60 Meter (Halle): 7,47 s, 13. Februar 2016 in Flagstaff (panamaischer Rekord)
- 200 Meter: 23,49 s (+1,8 m/s), 18. Juni 2016 in San Salvador (panamaischer Rekord)
  - 200 Meter (Halle): 24,69 s, 13. Februar 2010 in Nampa